# برونتسینو
آنیولو دی کسیمو (به ایتالیایی: Agnolo di Cosimo) ‏ (۱۷ نوامبر ۱۵۰۳ تا ۲۳ نوامبر ۱۵۷۲) معروف به آنیولو برونتسینو (به ایتالیایی: Bronzino) یک نقاش ایتالیایی سبک مانریسم از شهر فلورانس بود.

## نگارخانه

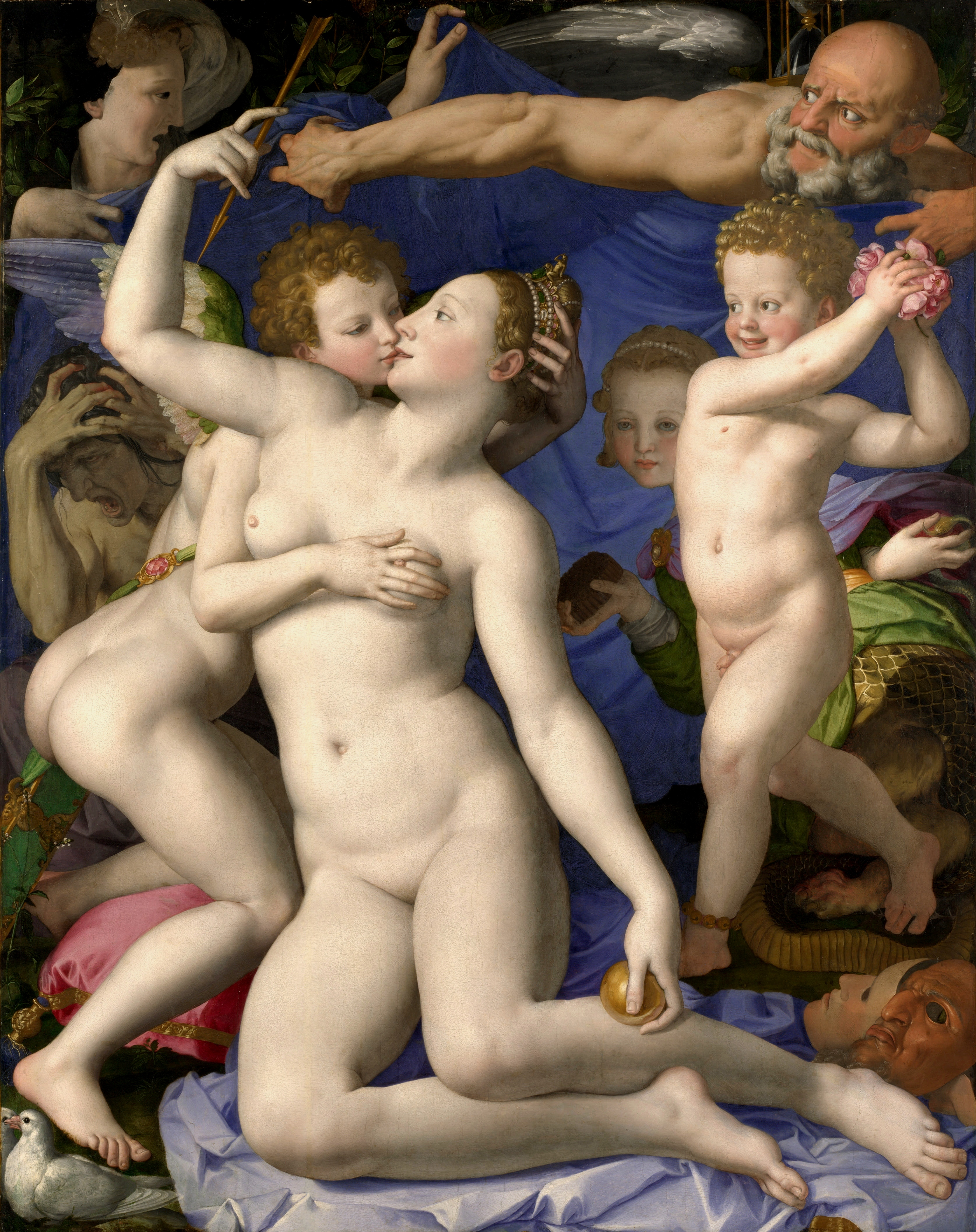
ونوس، کوپید، قباحت و زمان حوالی ۱۵۴۰-۱۵۴۵ م. نگارخانه ملی لندن
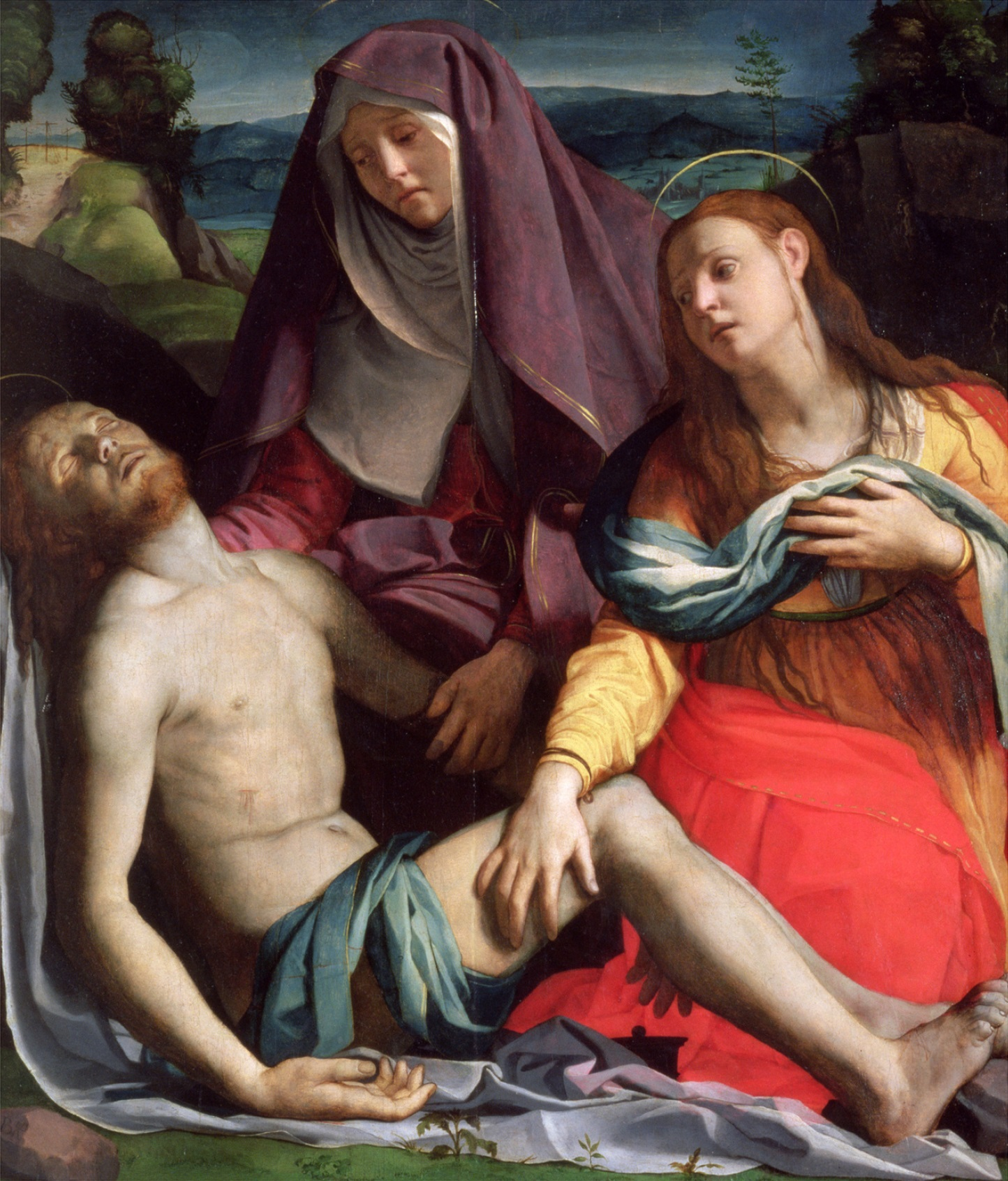
Pietà, 1530
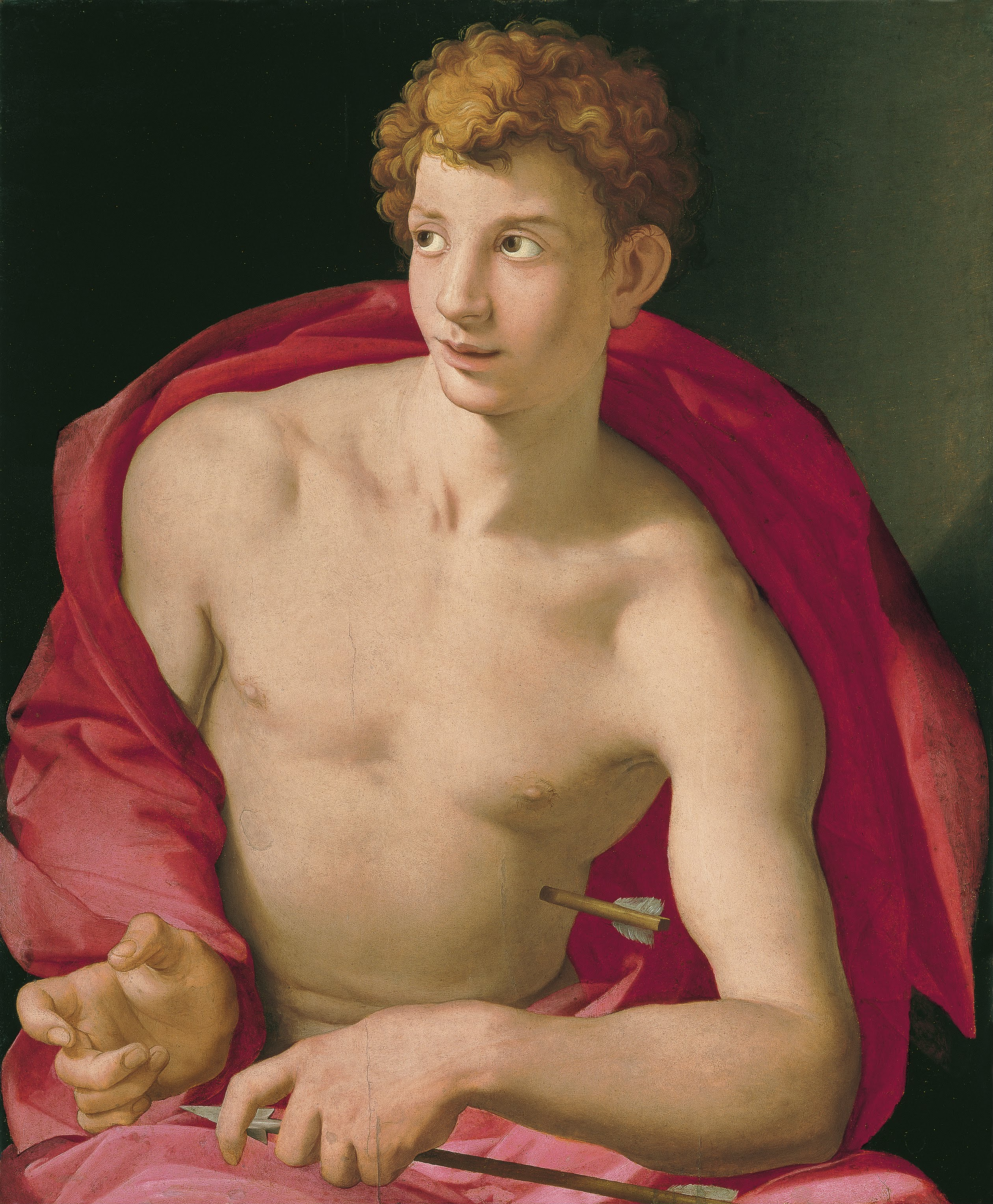
Saint Sebastian, 1533
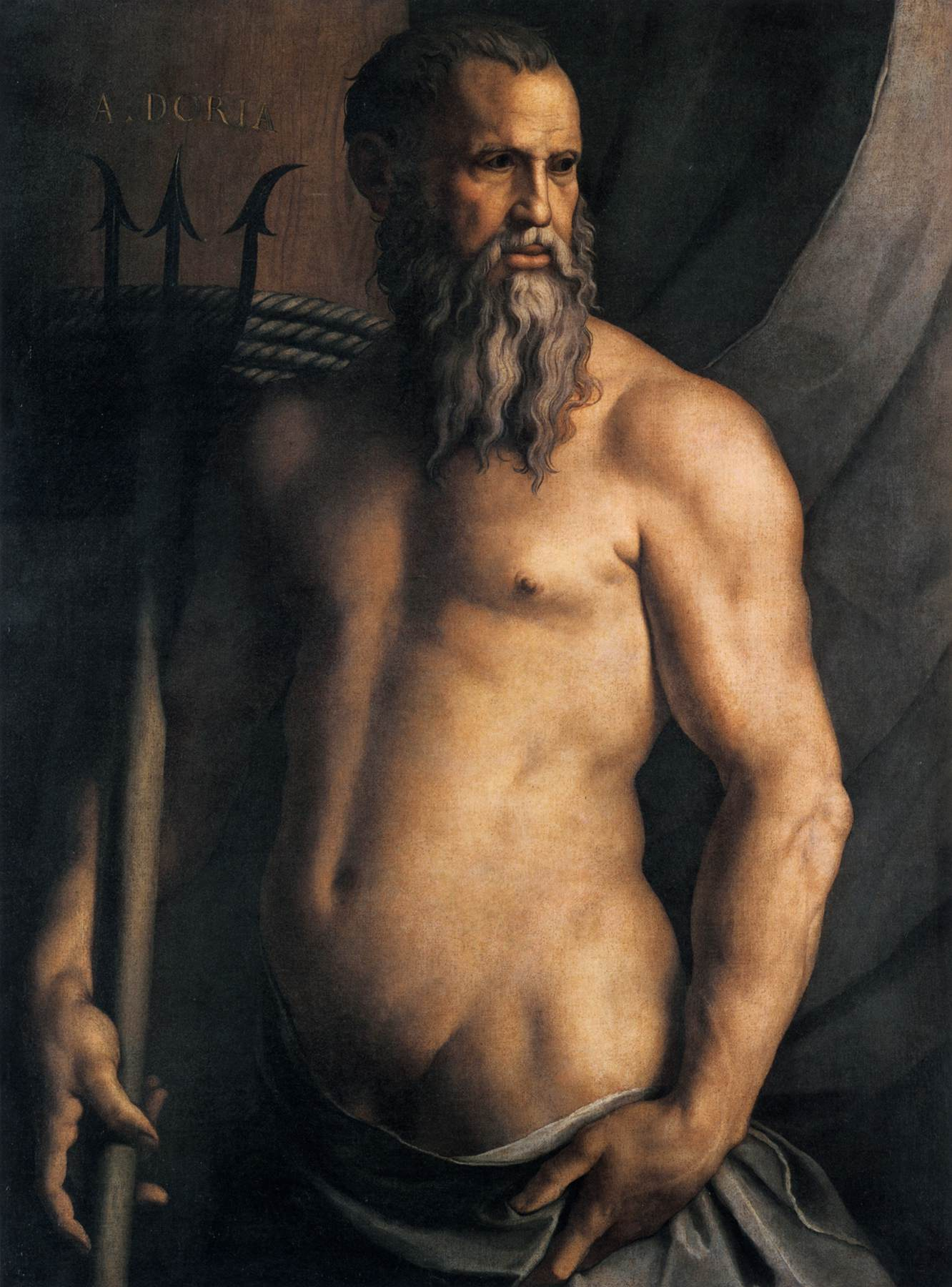
Andrea Doria as Neptune, 1550–55, Pinacoteca di Brera, Milan
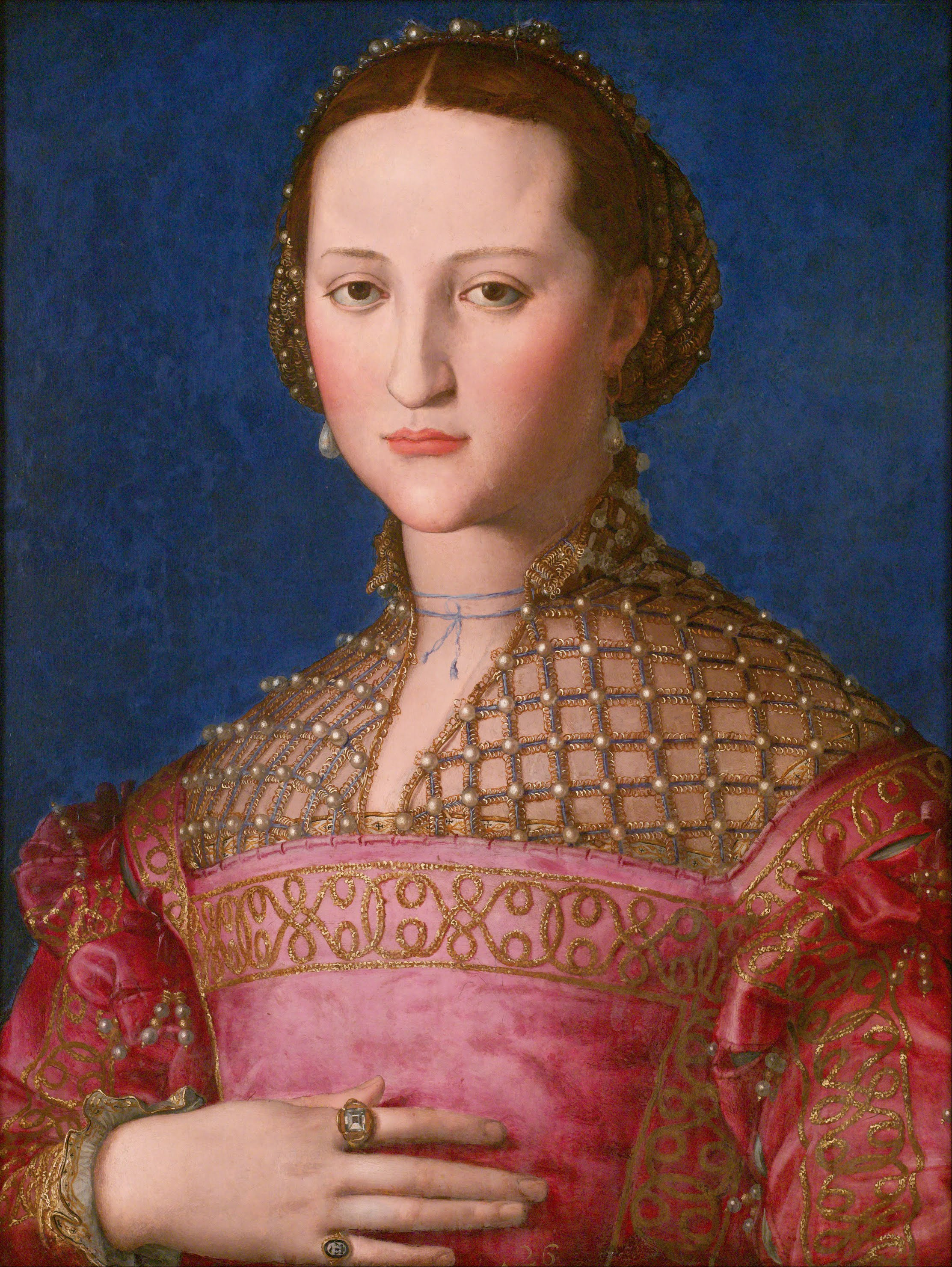
Portrait of Eleonora of Toledo, c. 1539
زن جوان و پسرش حوالی ۱۵۴۰ م. نگارخانه ملی هنر آمریکا
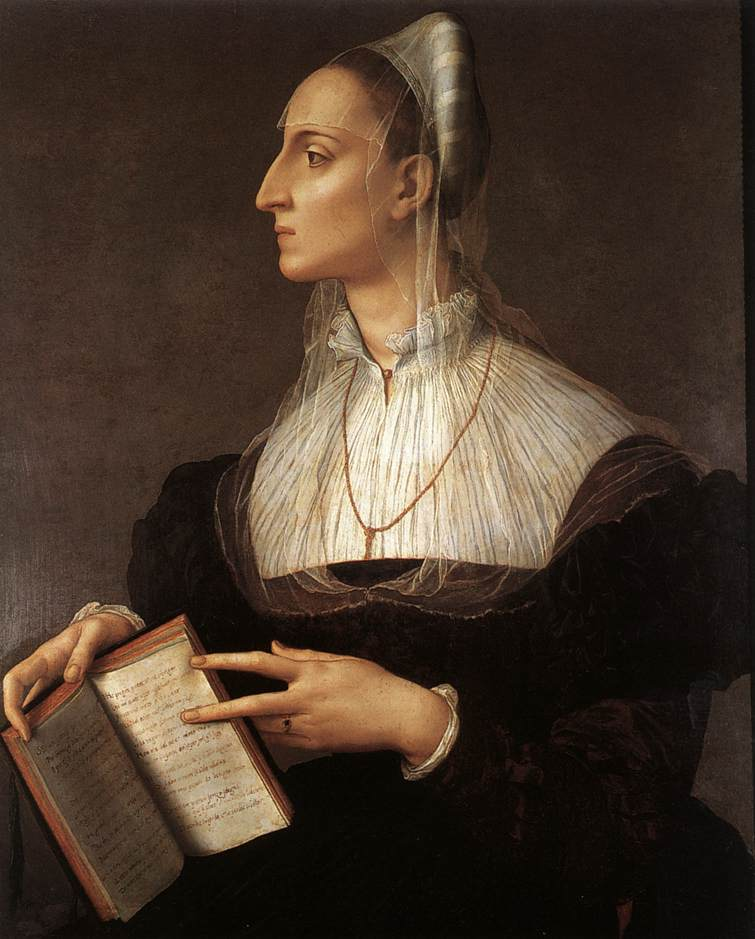
Portrait of Laura Battiferri, 1555–60
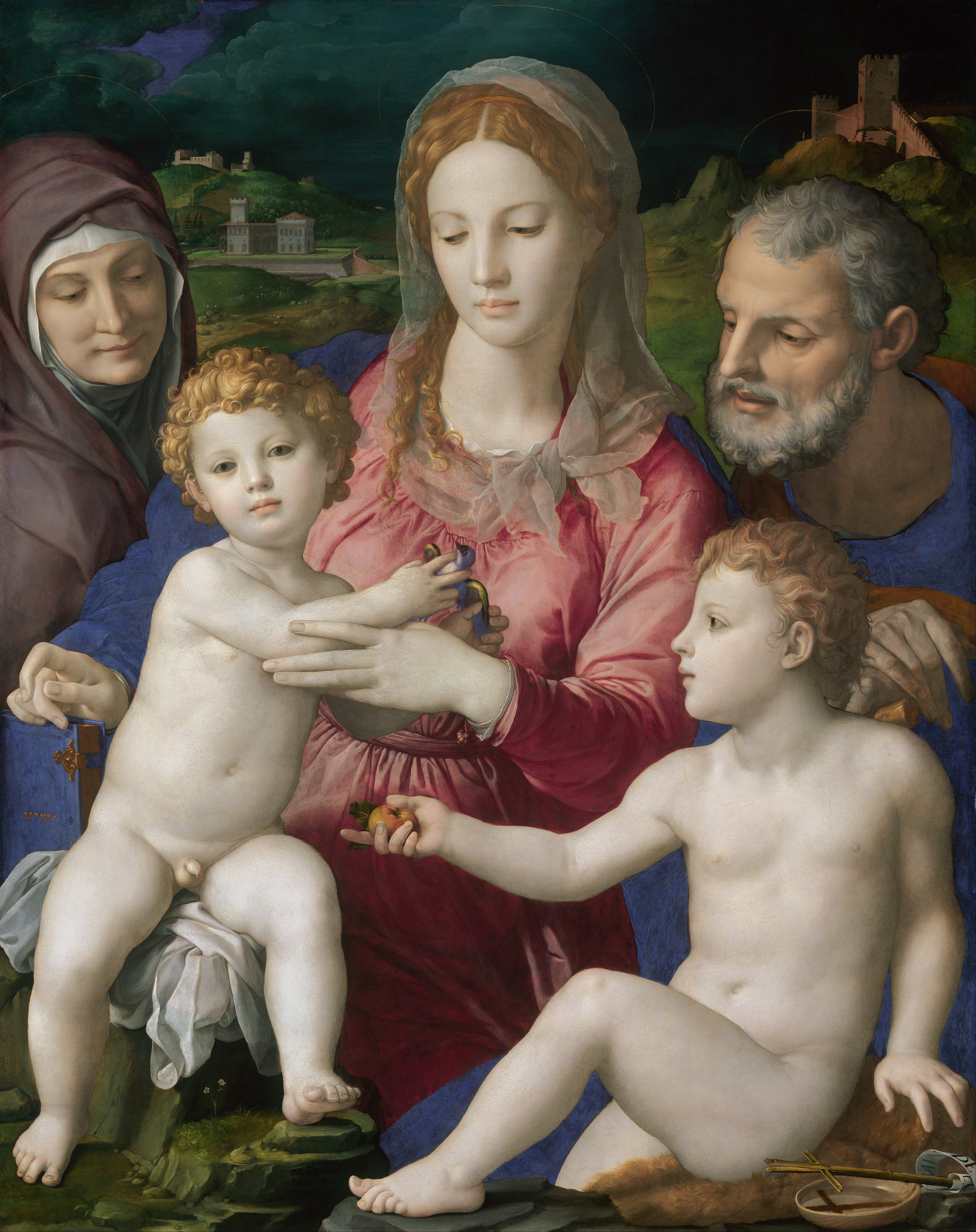
Holy Family with St. Anne and the Infant St. John, 1545
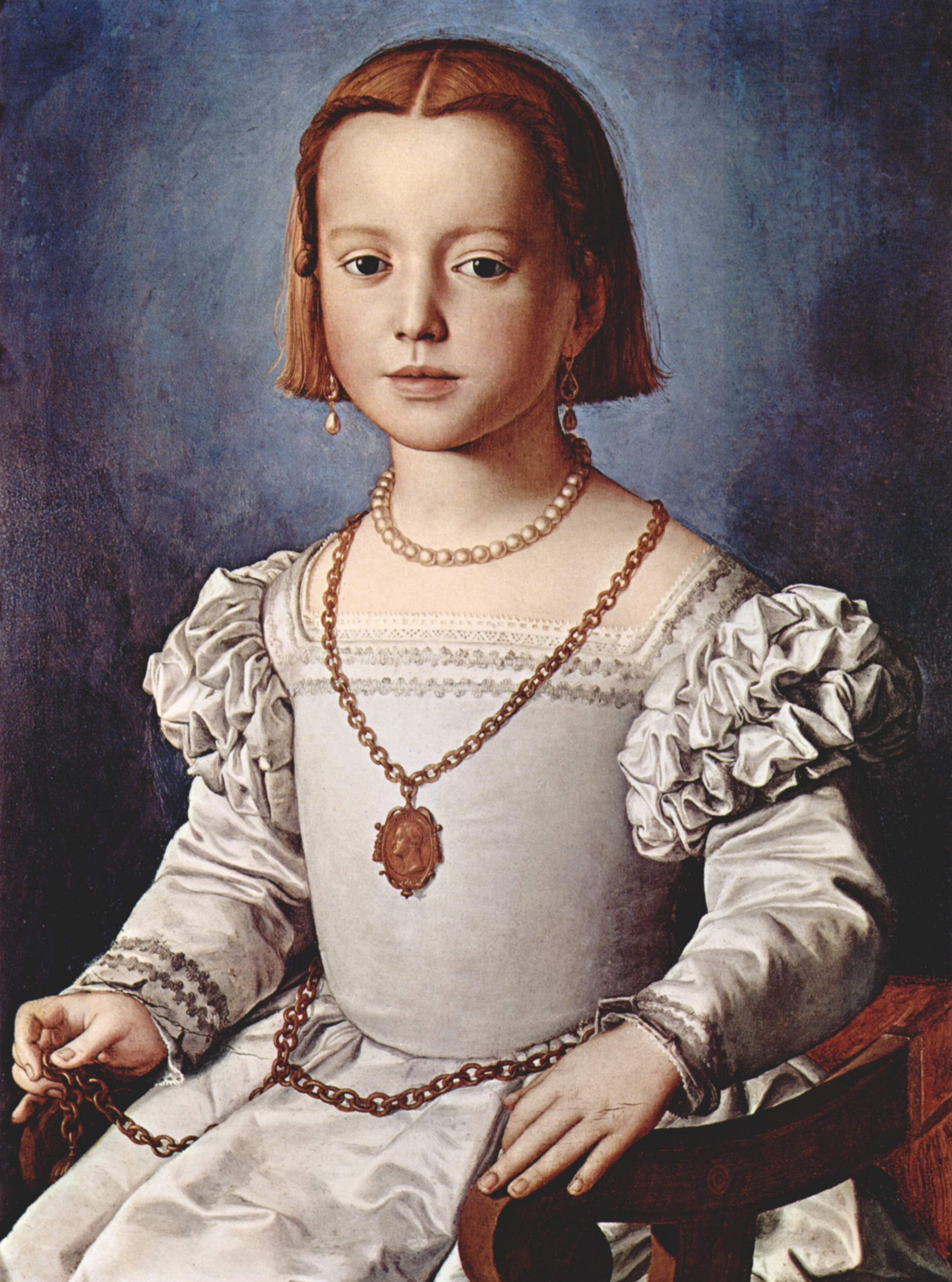
Portrait of Bia de' Medici, 1545
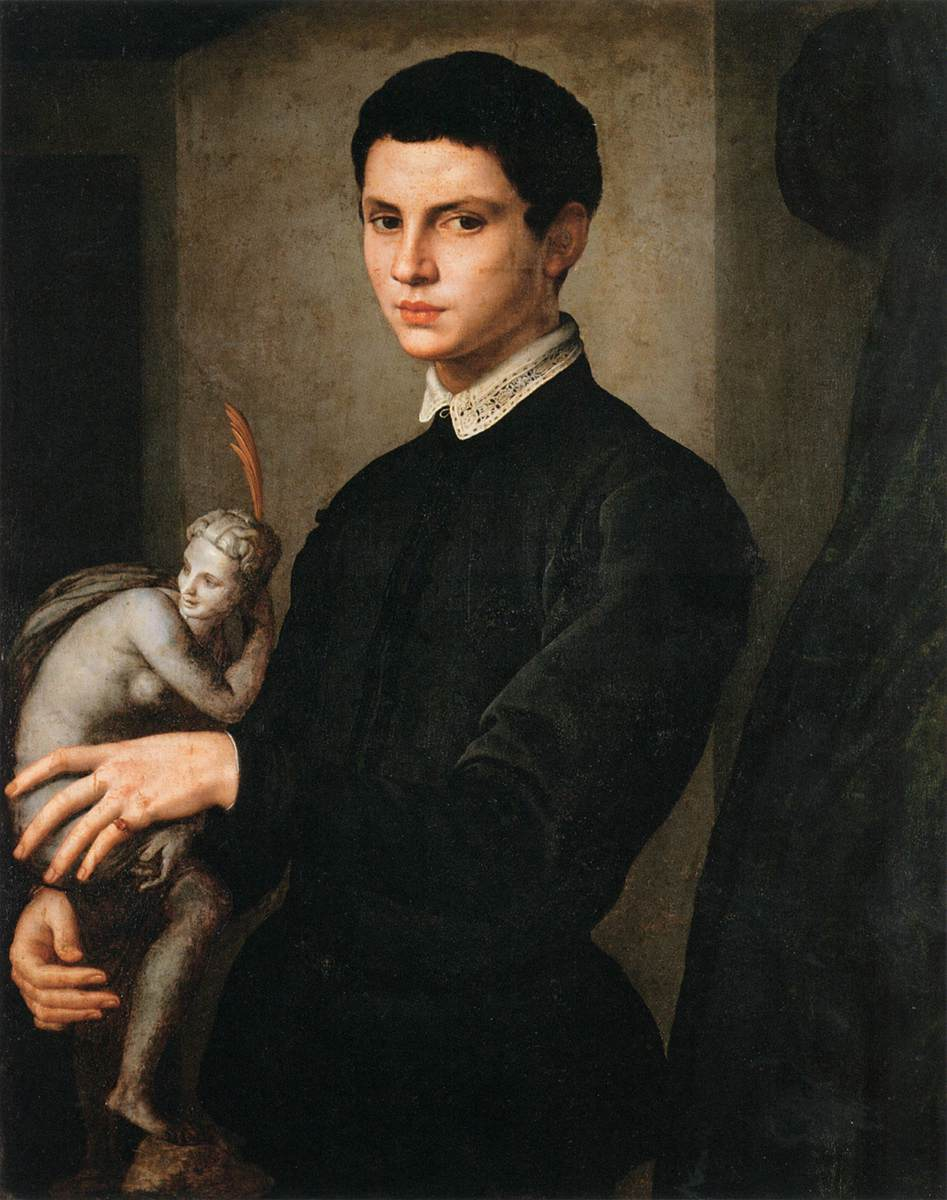
Portrait of a Man Holding a Statuette, 1545
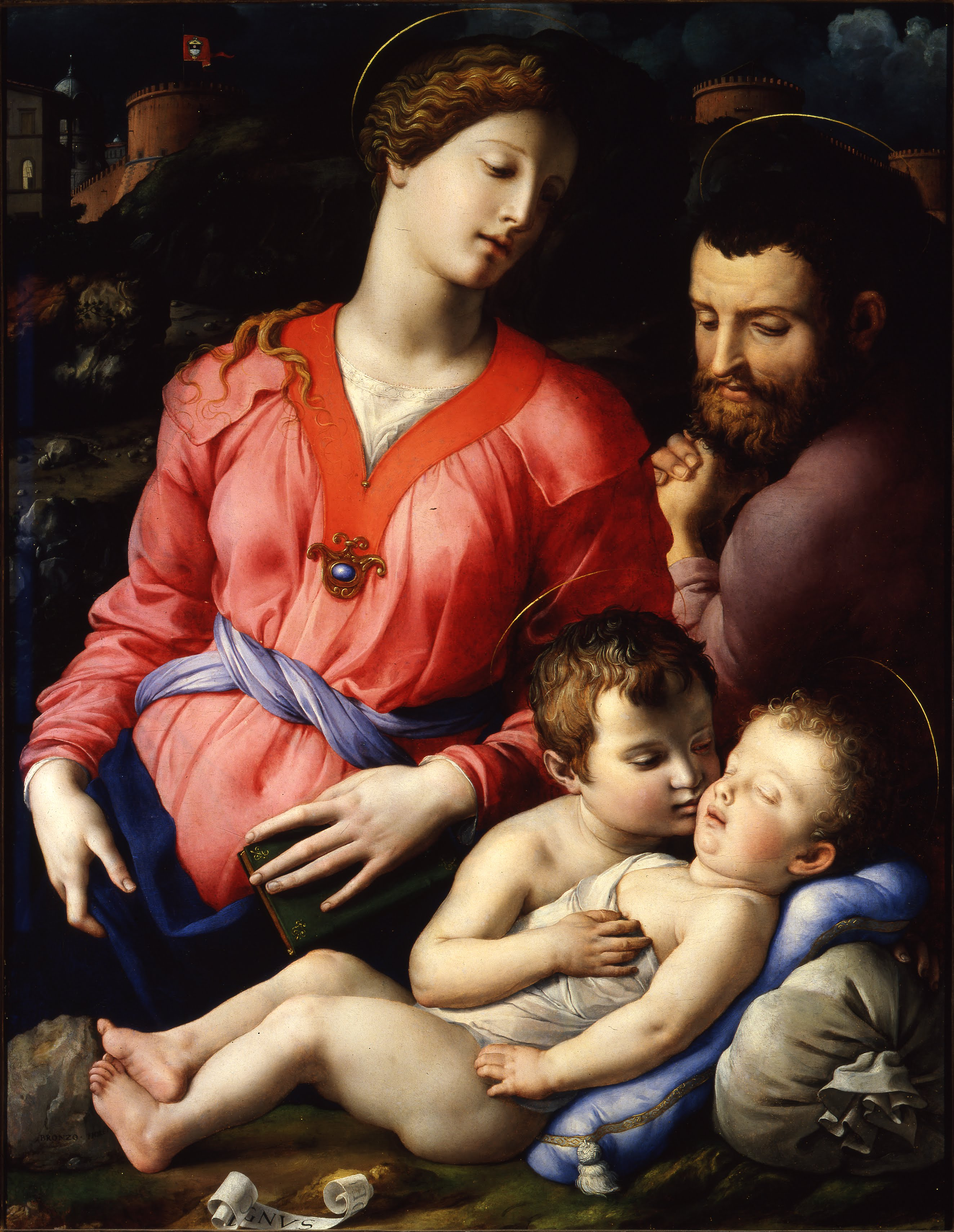
Sacra famiglia Panciatichi or Madonna Panciatichi, 1545
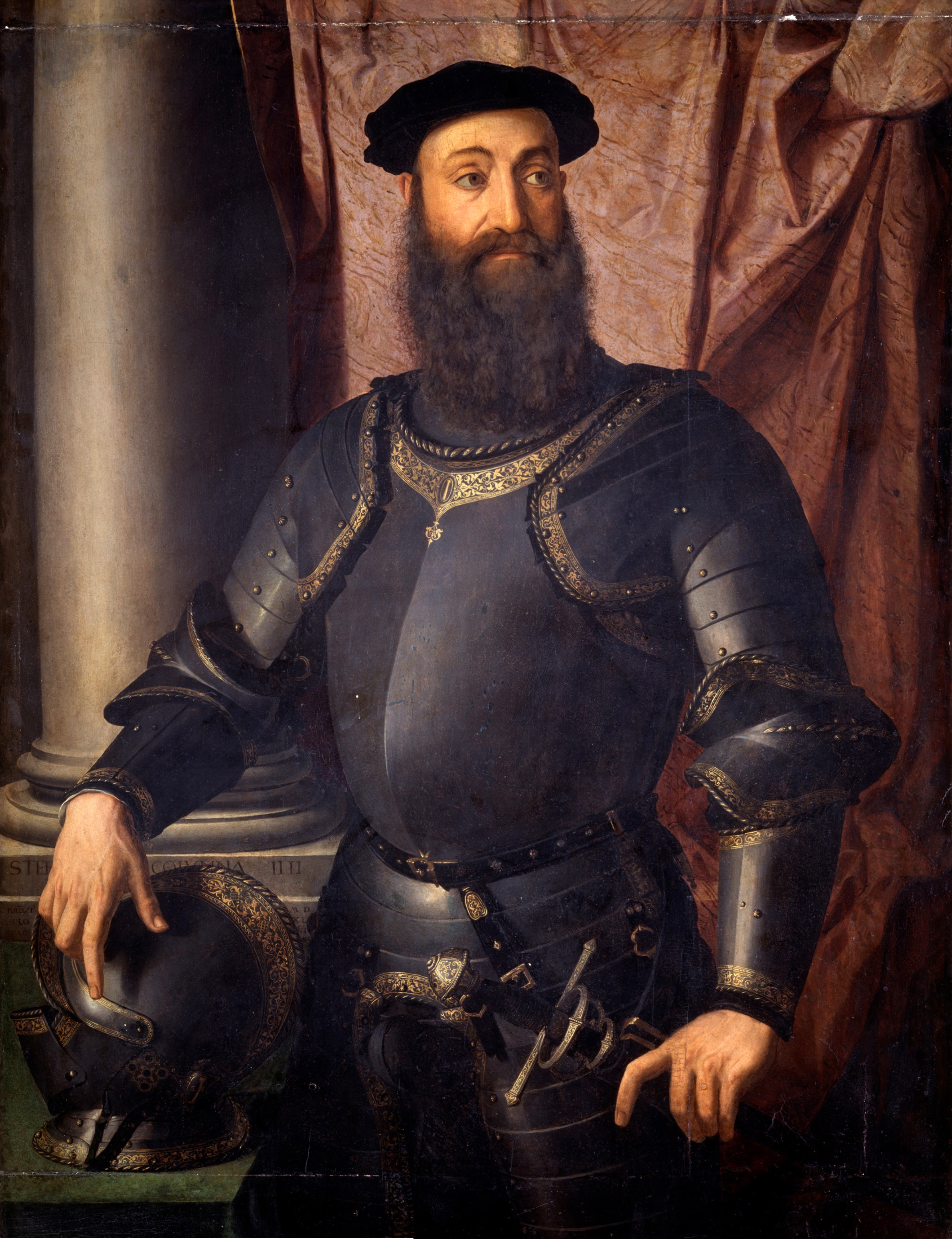
Portrait of Stefano Colonna, 1546
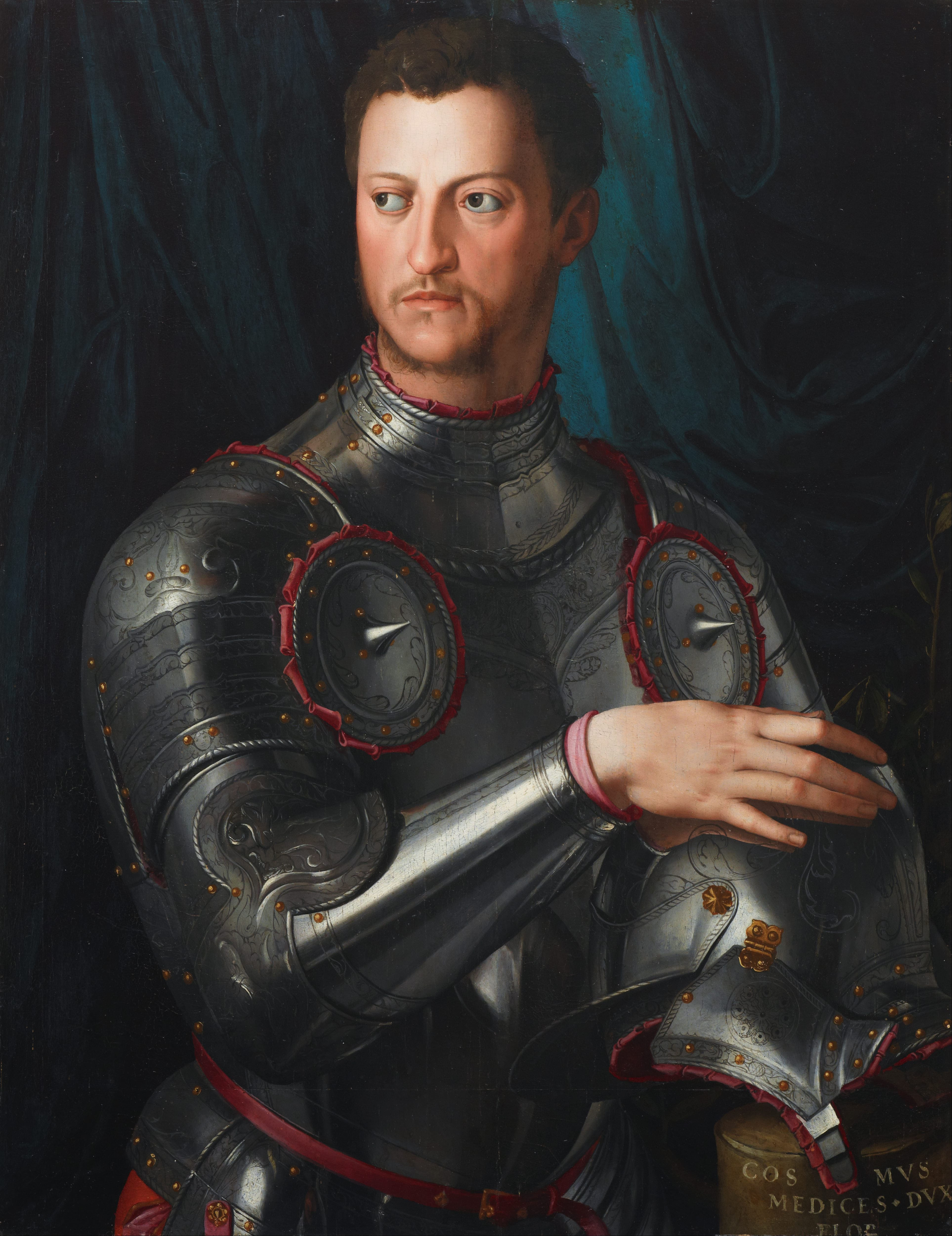
Portrait Cosimo I de' Medici in armour, c. 1545
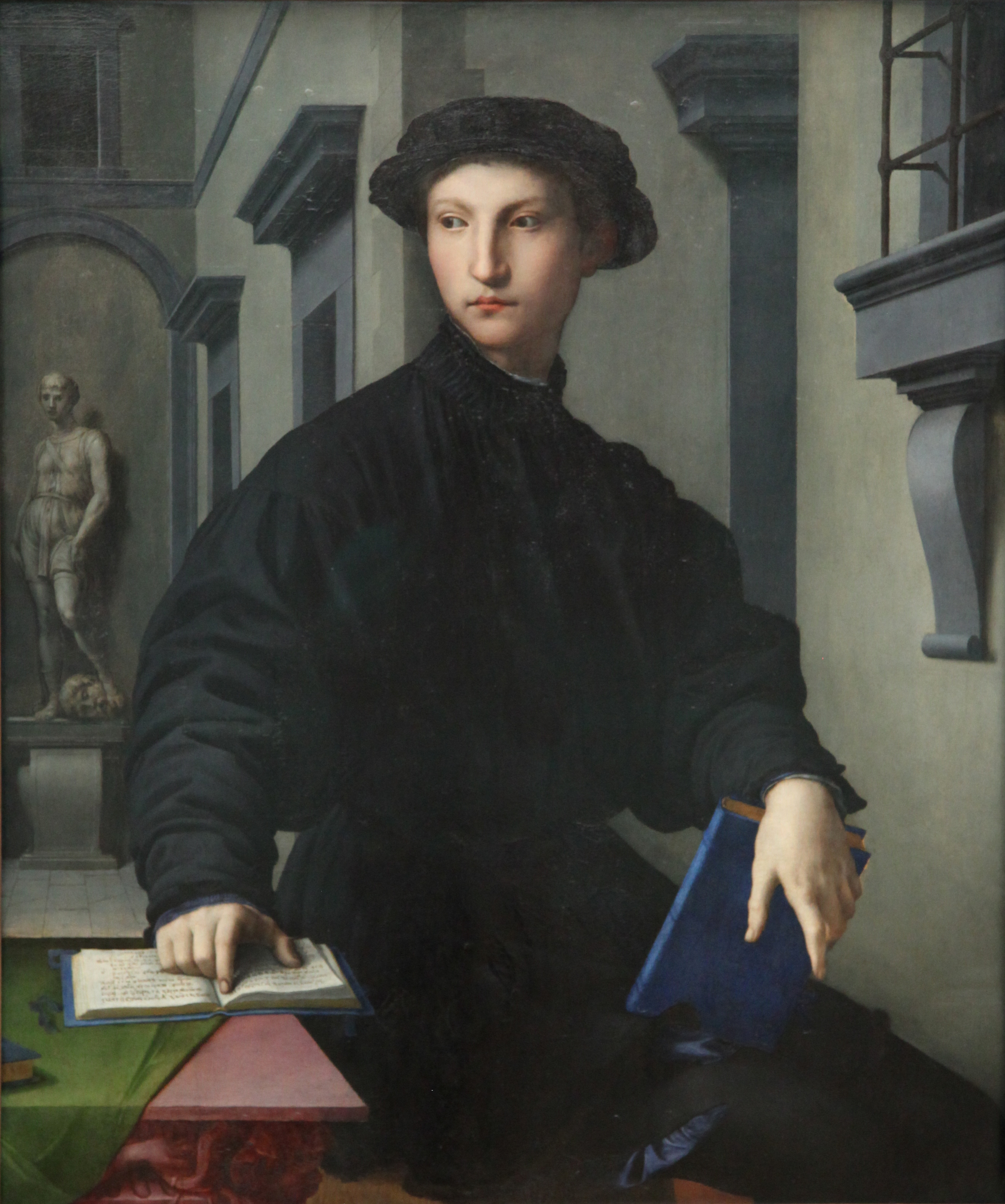
Ugolino Martelli, c. 1537
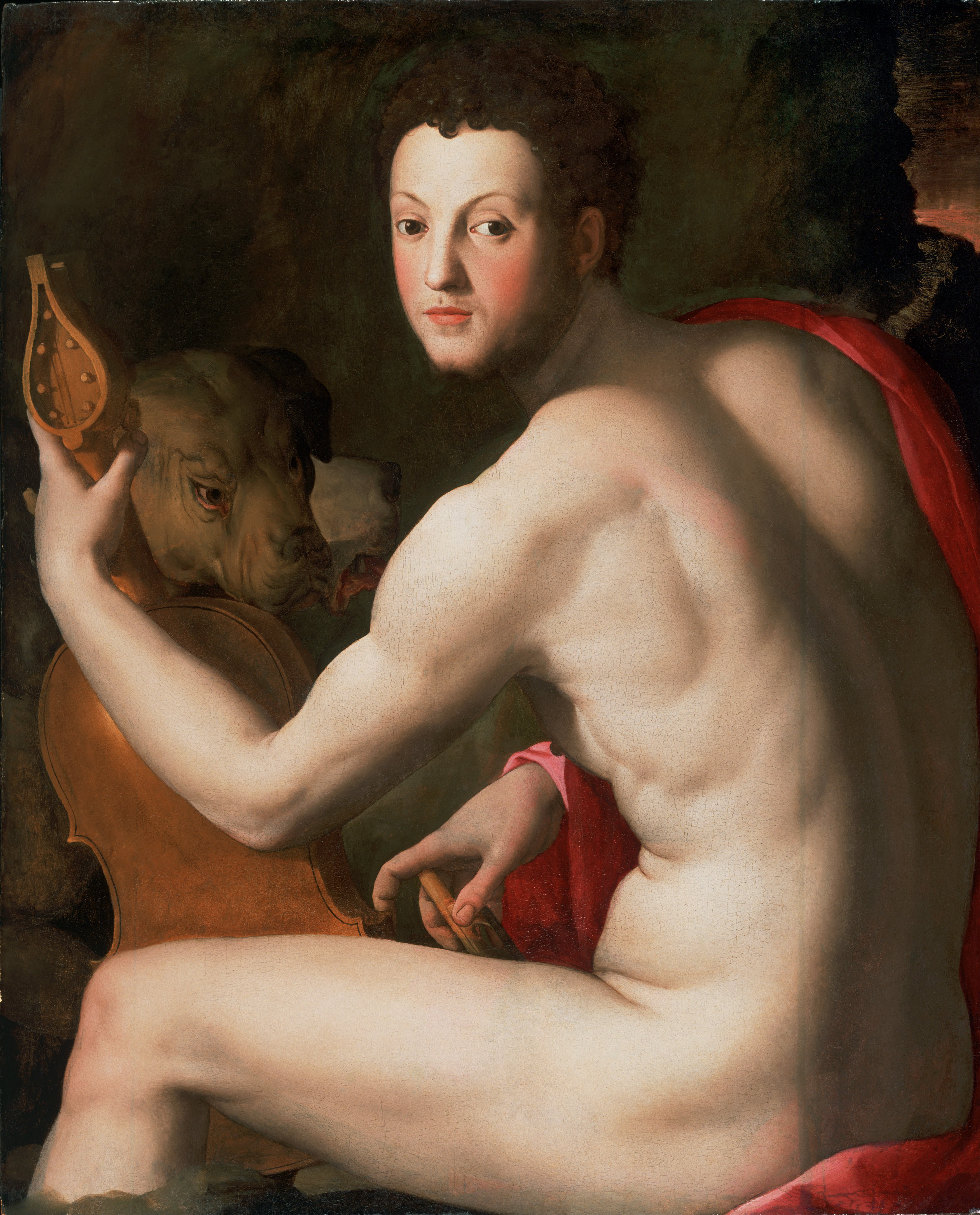
Portrait of Cosimo I de' Medici as Orpheus, c. 1537–39
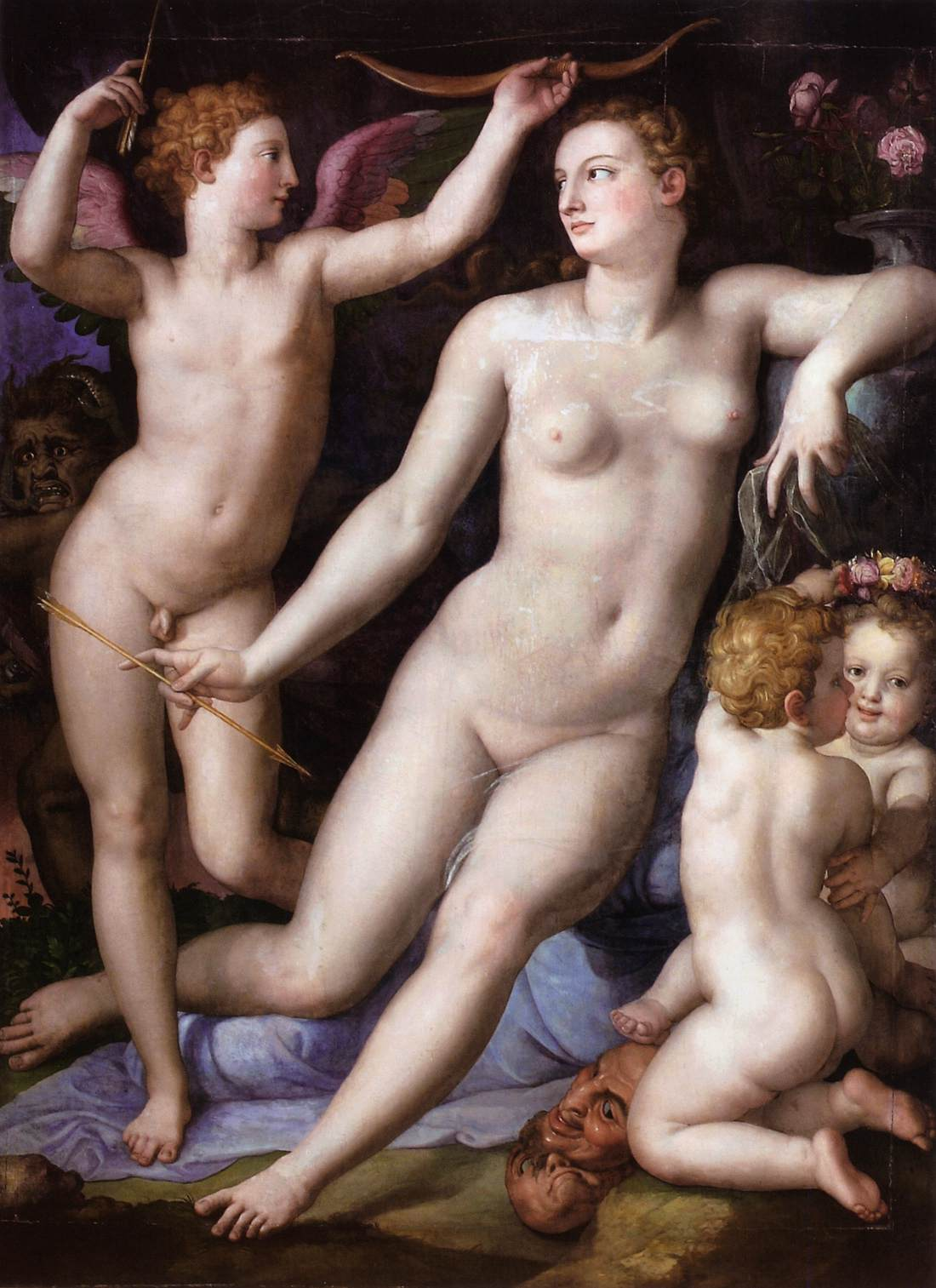
Venus, Cupid and Envy, c. 1548–50
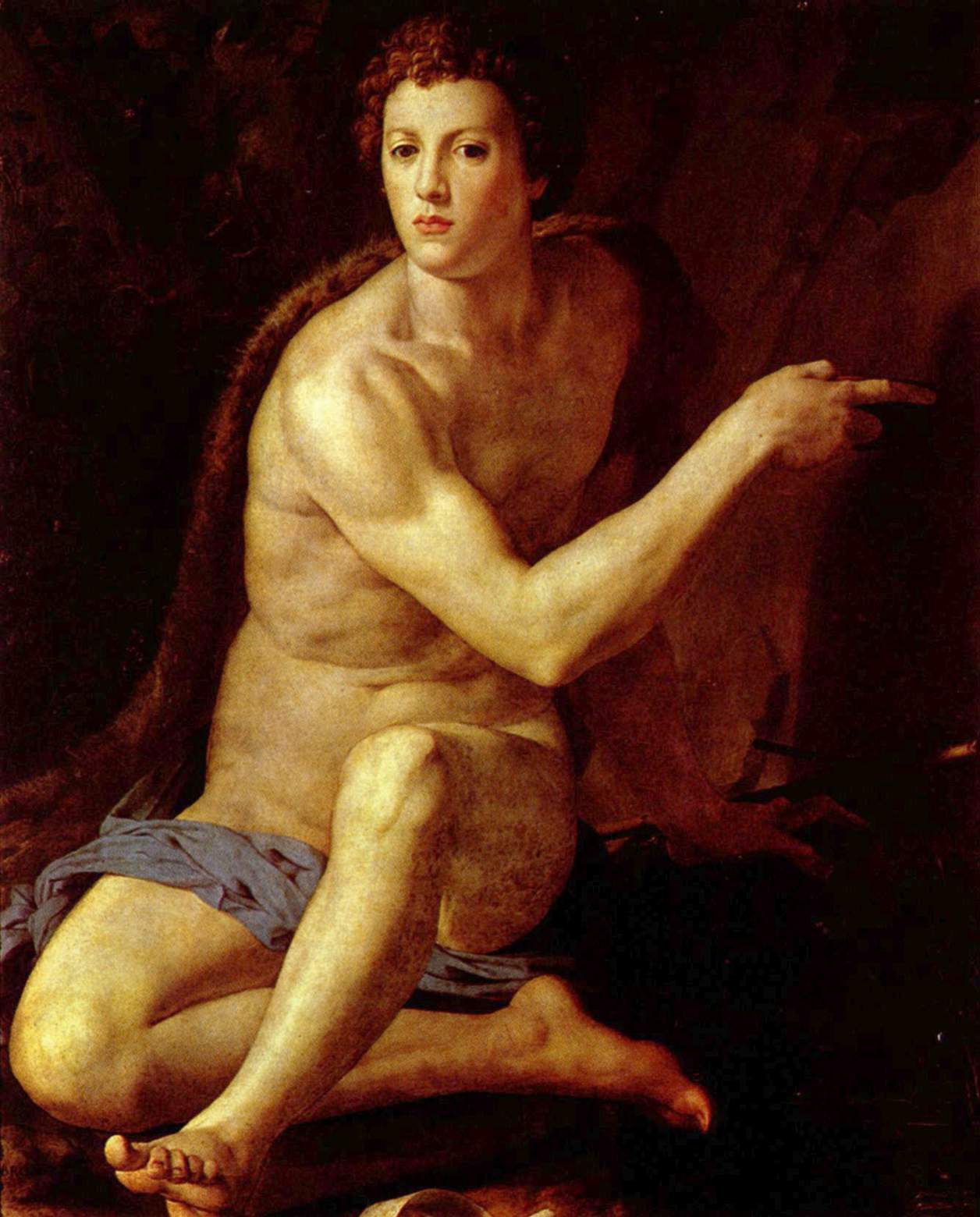
John the Baptist, 1553